# Giuseppe Gibilisco
Giuseppe Gibilisco (* 5. Januar 1979 in Syrakus) ist ein ehemaliger italienischer Stabhochspringer.
Zum ersten Mal international in Erscheinung trat Gibilisco bei den Jugend-Weltmeisterschaften 1998 in Annecy, wo er Bronze holte. Bei den Olympischen Spielen 2000 in Sydney belegte er genauso wie bei den Europameisterschaften 2002 in München Rang zehn.
Den bisher größten Erfolg feierte Gibilisco bei den Weltmeisterschaften 2003 in Paris/Saint-Denis. Mit übersprungenen 5,90 Metern stellte er einen italienischen Landesrekord auf und sicherte sich damit auch überraschend den Weltmeistertitel. Er sprang fünf Zentimeter höher als der Südafrikaner Okkert Brits.
Bei den Olympischen Spielen 2004 in Athen folgte eine weitere Medaille. Mit 5,85 Metern holte er Bronze. Der US-Amerikaner Timothy Mack siegte mit 5,95 Metern. Beim IAAF Weltfinale 2005 in Monaco kam er auf Platz fünf, bei den Europameisterschaften 2006 in Göteborg auf Platz sieben.
Im Jahr 2007 verhängte der italienische Leichtathletikverband FIDAL gegen Gibilisco eine zweijährige Sperre. Ihm wurde vorgeworfen, in die Oil-For-Drugs-Affäre um den italienischen Arzt Carlo Santuccione verwickelt gewesen zu sein. Santuccione soll auch zu dem spanischen Doping-Arzt Eufemiano Fuentes Kontakt gehabt haben. Gibilisco erklärte seinen Rücktritt vom Profisport, legte aber Rechtsmittel gegen die Entscheidung ein. Die vom Berufungsgericht des Nationalen Olympischen Komitees in Italien bestätigte Sperre wurde im Mai 2008 vom Internationalen Sportgerichtshof aufgehoben.
In Peking erreichte Gibilisco bei den Olympischen Spielen 2008 das Finale, scheiterte aber dann an der Einstiegshöhe. Bei den Weltmeisterschaften 2009 wurde er in Berlin Siebter. Bei den Europameisterschaften im Jahr darauf in Barcelona erreichte er Platz vier, wobei er höhengleich mit dem Bronzemedaillengewinner Przemysław Czerwiński war.
Giuseppe Gibilisco hat bei einer Größe von 1,83 m ein Wettkampfgewicht von 79 kg. Er wurde von Witali Petrow, dem ehemaligen Trainer des Stabhochsprung-Weltrekordhalters Serhij Bubka, trainiert.